# Ribeira (Spagna)
Ribeira è un comune spagnolo di 27 430 abitanti situato nella comunità autonoma della Galizia.

## Monumenti e luoghi d'interesse

### Aree naturali
- Complexo dunar de Corrubedo e lagoas de Carregal e Vixán

### Siti archeologici
- Dolmen di Axeitos (4000-3600 a.C. ca.), nel villaggio di Axeitos[1][2]